# Vittore Carpaccio

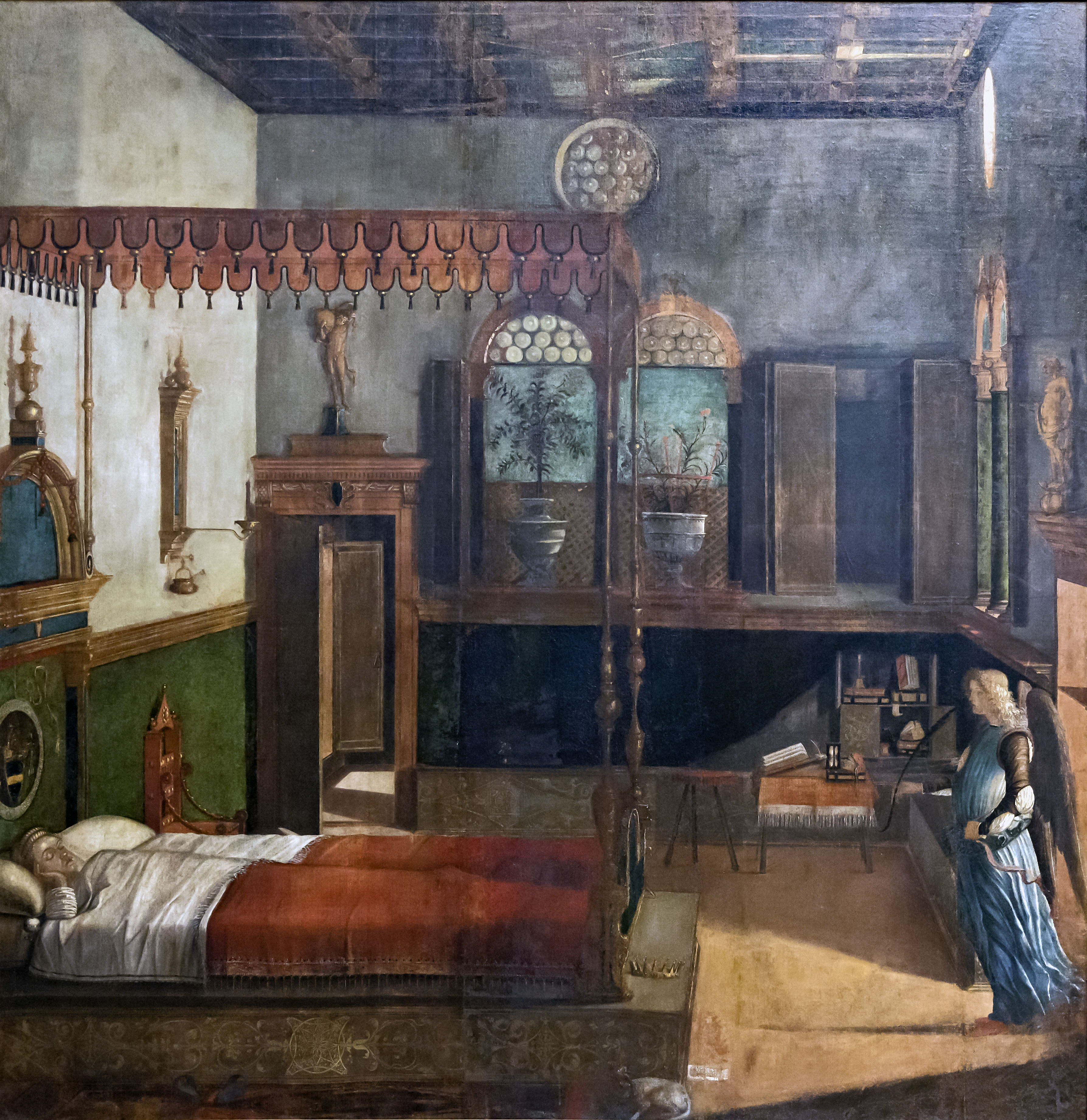
Sankta Ursulas dröm, målning av Vittore Carpaccio, 1495.

Vittore Carpaccio, född omkring 1455, död 1525 eller 1526, var en venetiansk målare.
Vittore Carpaccio kan dokumenteras som verksam i Venedig 1478–1522. Han var förmodligen lärjunge till Lazzaro Bastiani, men som historiemålare hade han som främsta förebild Gentile Bellini. Släktskapen med Bellini syns främst i Carpaccios praktfulla stadscenerier samt i komposition och kolorit. Mästerverket bland de fyra bildcykler av Carpaccios hand som finns i behåll är den nu i Venedigs akademi uppställda serien Den heliga Ursulas dröm. Även i utsmyckningen av Scuola di San Giorgio degli Schiavoni samt de nu i olika gallerier spridda scenerna ur Marias liv och ur Stefanuslegenden ger prov på Carpaccios glänsande skildringskonst med dess förening av klar saklighet och flödande fantasi. Jämte det berättande momentet har konstnären vinnlagt sig om en dekorativ hållning, vars kännetecken är en avvägd, ytartad bildverkan och en rik färggivning.